# Livin' Blues Xperience
Livin' Blues Xperience (LBX) is de opvolger van Livin' Blues. Ook deze band speelt bluesrock, maar heeft een grotendeels gewijzigde bezetting, te weten Nicko Christiansen (zang, saxofoon, precussie), Loek van der Knaap (gitaar), Jeroen van Niele (basgitaar), Kees van Krugten (drums) en Bas Kleine (mondharmonica).

## Historie
Livin' Blues werd - samen met Cuby + Blizzards - in 1970 gezien als de top van de Nederlandse bluesscene. De band bestond toen uit Nicko Christiansen (zang,saxofoon), Ted Oberg (gitaar), Cesar Zuiderwijk (drums) en John Lagrand (mondharmonica). Toen Oberg in 1986 besloot te stoppen, zette Christiansen de band voort onder de naam Livin' Blues Now, met Joop van Nimwegen, Aad van Pijlen, Willem van der Wal, Art Bausch en John Lagrand. In 1989 viel de band alsnog uit elkaar.
Later rond 1995 startte Nicko Christiansen de band New Livin' Blues met een nieuwe bezetting. Vanwege discussies tussen Nicko en Ted over de naam Livin' Blues, besloot de band zich vanaf 2005 Livin' Blues Xperience te noemen. De bezetting is sindsdien Nicko Christiansen (zang, saxofoon, percussie), Loek van der Knaap (gitaar), Aad van Pijlen (basgitaar), Kees van Krugten(drums) en Robin van Roon (mondharmonica). Ditmaal zonder John Lagrand, die in juni 2005 aan longemfyseem overleed.

## Trivia
De band is vooral populair in Polen en Rusland en toert daar ook regelmatig. Daarnaast spelen ze op veel festivals in Nederland.

## Discografie

### Albums
- This Is The Time (2008)
- Alive and Kickin' (2014)